# (2852) Declercq
(2852) Declercq es un asteroide perteneciente al cinturón de asteroides, descubierto el 23 de agosto de 1981 por Henri Debehogne desde el Observatorio de La Silla, Chile.

## Designación y nombre
Designado provisionalmente como 1981 QU2. Fue nombrado Declercq en homenaje a "Declercq" esposa del descubridor.